# Brachymenium immarginatum
Brachymenium immarginatum är en bladmossart som beskrevs av Gao Chien och Zhang Guang-chu 1979. Brachymenium immarginatum ingår i släktet Brachymenium och familjen Bryaceae. Inga underarter finns listade i Catalogue of Life.